# Systoechus nivalis
Systoechus nivalis är en tvåvingeart som beskrevs av Enrico Adelelmo Brunetti 1912. Systoechus nivalis ingår i släktet Systoechus och familjen svävflugor. Inga underarter finns listade i Catalogue of Life.